# Shillong-Plateau
Das Shillong-Plateau, das auch zusammengefasst als Shillong–Meghalaya Gneissic Complex bezeichnet wird, ist ein isolierter Krustenblock mit einer bis zu 1961 Meter hohen gebirgigen Hochebene im indischen Bundesstaat Meghalaya. Namengebend ist dessen Hauptstadt Shillong. Es bildet einen von West nach Ost verlaufenden Horst im südlichen Himalaya-Vorlandbecken, durch das insbesondere der Brahmaputra fließt, und erstreckt sich mit einer Länge von ca. 300 km und einer Breite von ca. 110 km.

## Regionale Geologie

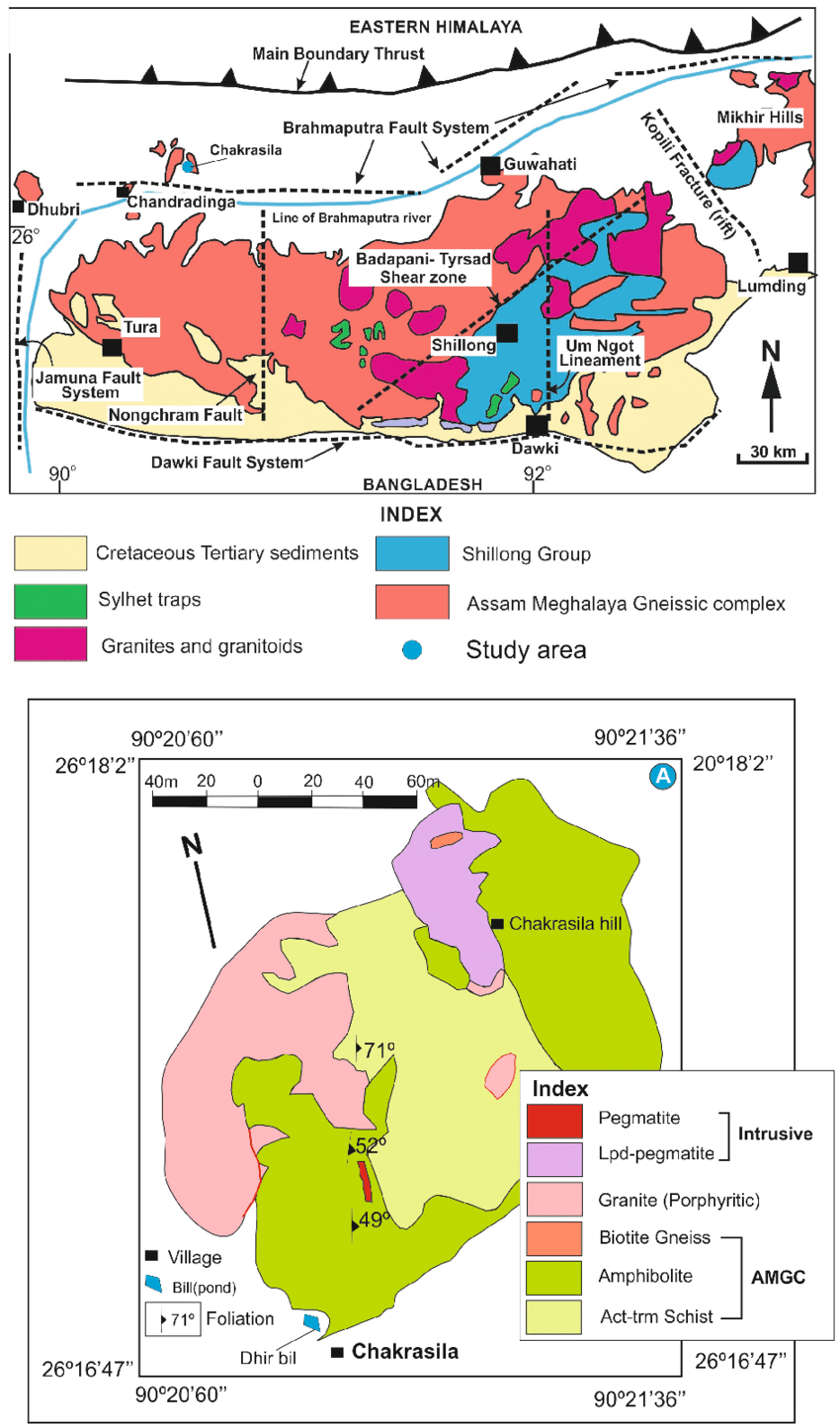
Geologische Karte vom indischen Shillong-Plateau

Das Plateau umfasst das neoarchaische, proterozoische bis frühpaläozoische Grundgebirge des Meghalaya Gneissic Complex und das mesoproterozoische von Nordosten nach Südwesten verlaufende intrakrustale Shillong-Becken, in dem die metasedimentären suprakrustalen Anlagerungen der Shillong-Gruppe gebildet wurden.
Das älteste Gesteinsgruppe besteht aus verschiedenartigen Gneisen, kristallinen Schiefern und diversen migmatitischen Granitoiden. Diese sind von jüngeren Graniten, Apliten und Pegmatiten sowie basischen Doleriten und Amphiboliten sowie Granuliten, Kalksilikaten und Charnockiten durchsetzt. Außerdem sind Banded Iron Formations (BIF) und Pyroxenite eingeschaltet. Die Gesteine wurden zu amphibolitischer bis granulitischer Fazies metamorph überprägt. Das Alter dieser Gruppe datiert bis zu 2637 mya. Sie tritt als Enklaven innerhalb der nächsten Gesteinseinheit aus Augengneisen auf, deren Alter 1700 mya beträgt. Diese Gneiseinheit, Meghalaya Gneissic Complex genannt, bildet den weitaus größten Bestandteil des Shillong-Plateaus.
Die sedimentäre Shillong-Gruppe, bestehend aus Konglomeraten und verschiedenartigen Phylliten ist schwach deformiert und hat eine Metamorphose der Grünschieferfazies durchlaufen. Neoproterozoische bis frühpaläozoische (881 bis 479 mya) gleichförmige bis porphyrische, grobkörnige Granit-Granodiorit-Plutone intrudieren die Shillong-Gruppe. Basische kreidezeitliche Trapps um den Ort Sylhet ergossen sich innerhalb der Shillong-Gruppe. Das Alter von Galenit (Bleiglanz) weist das größte Alter um 1550 mya in dieser Gruppe auf.
Das Plateau wird durch verschiedene Verwerfungssysteme in Ost-West- und Nord-Süd-Richtung begrenzt und zerschnitten, in denen häufige Erdbeben in der Region auftreten. Im Norden wird das Plateau vom Brahmaputra Fault System begrenzt und im Süden vom Dauki Fault System, das auch als Verlängerung des Son-Narmada Lineament gilt. Im Westen verläuft das Jamuna Fault System, auch Dhubri Fault System genannt, im Osten das Kopili Fructure Riftsystem. Dieses trennt das Shillong-Plateau von den nordöstlich liegenden Mikir Hills (oder Mikhir Hills). Zwischen dem Shillong-Becken und dem Meghalaya Gneissic Complex verläuft die Badapani-Tyrsad-Scherzone. Südlich des Dauki Fault Systems schließt sich das Surma-Becken an, das ein Subbecken zum Bengal-Becken darstellt.

## Erdgeschichtlicher Kontext

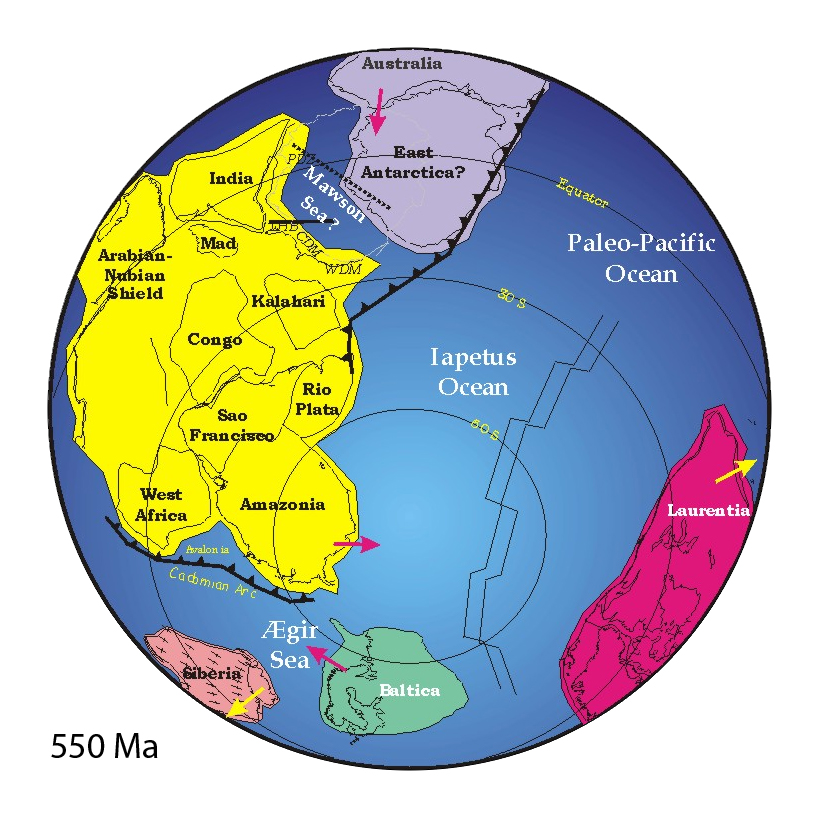
Vermutliche Situation Pannotias um 550 mya vor der endgültigen Formierung Gondwanas

Diverse Studien deuten darauf hin, dass im globalen tektonischen Szenario das Shillong-Plateau wahrscheinlich während der Kollision zwischen Indien und Australo-Ostantarktika einbezogen wurde. Diese erfolgte während der Formierung des Superkontinents Gondwana, insbesondere Ostgondwanas (siehe auch Zusammenschluss Proto-Indien, Proto-Ostantarktis und Proto-Australien). Eine Verwerfungslinie verlief durch die ostantarktische Prydz Bay bis zum Shillong-Plateau zwischen den Regionen von Sonapahar, den Garo Hills und von Goalpara. Belegt ist dies durch Metapelite mit Alter um 500 mya aus der Region Sonapahar, ca. 50 km ostsüdöstlich von den Garo-Goalpara Hills gelegen. Diese Altersdaten stimmen mit den Datierungen um ca. 880 bis 480 mya von porphyrischen Graniten überein, die vorwiegend im östlich-zentralen Teil des Shillong-Plateaus intrudierten. Die Alter dieser Granite ähneln den plutonischen und tektono-thermischen Ereignissen in anderen Teilen Indiens sowie in westlichen Randbereichen Australiens und Ostantarktikas. Daraus wurde abgeleitet, dass die zunehmend ostwärts gerichtete Dominanz der kambrisch-ordovizischen Gesteinsalter auf einen Zusammenschluss der indischen Platte mit den australisch-antarktischen Platten erfolgte.

## Anhebung des Shillong-Plateaus
Das Shillong-Plateau ist eine bedeutende topografische Gebirgsstruktur im Himalaya-Vorlandbecken. Die Kenntnis seiner Hebungsgeschichte ist der Schlüssel zum Verständnis der topografischen Entwicklung und zur Entschlüsselung der tektonisch-klimatisch-topografischen Kopplung im östlichen Himalaya. Es wird vermutet, dass die Hebung des Plateaus eine Folge erhöhter Verwerfungsvorgänge ist, die durch die Spannungen der indischen Lithosphäre unter dem Himalaya entstehen.

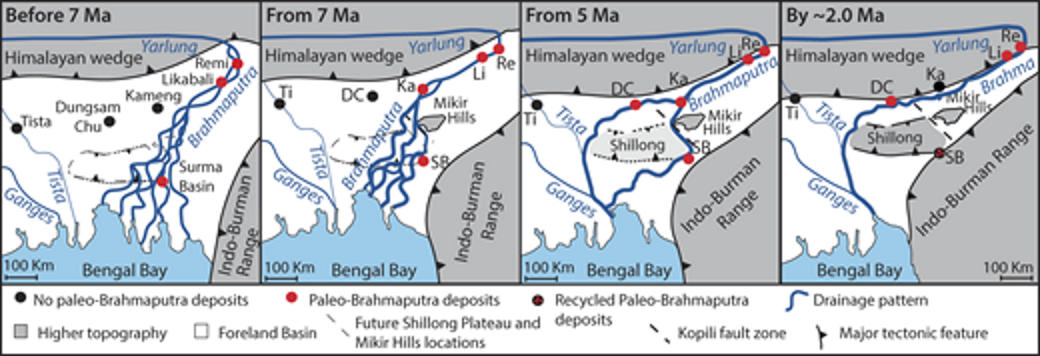
Evolution vom Paläo-Brahmaputra

Anhand von geochronologischen Untersuchungen an vielfältigen sedimentären Ablagerungen im Himalaya-Vorlandbecken konnte gezeigt werden, dass der Paläo-Brahmaputra bis 7 mya eine direkte südsüdwestliche Fließrichtung hatte. Ab 7 mya wurde der Krustenblock der Mikir Hills angehoben, wodurch im Oberlauf eine Umlenkung quasiparallel zum Himalaya-Rand erfolgte. Durch die beginnende Anhebung des Shillong-Plateaus wurde der Fluss zwischen 5,2 bis 4,9 mya weiter nach Norden und Westen umgelenkt, wobei ein Nebenfluss zwischen dem Shillong-Plateau und den Mikir Hills verlief. Um 2 mya veränderte sich der Lauf des Brahmaputras östlich des Plateaus aufgrund der Kombination aus westlicher Ausbreitung der Indo-Burman Ranges und dem weiteren Anstieg des Shillong-Plateaus. Seitdem fließt der Fluss nördlich und westlich um das Shillong-Plateau herum, um anschließend nach Süden zu fließen.
Das erste Auftreten von sedimentären Ablagerungen im Paläo-Brahmaputra-Becken direkt nördlich des Shillong-Plateaus ermöglicht daher eine Datierung des Beginns dessen Anhebung.

Lage des indischen Bundesstaates Meghalaya
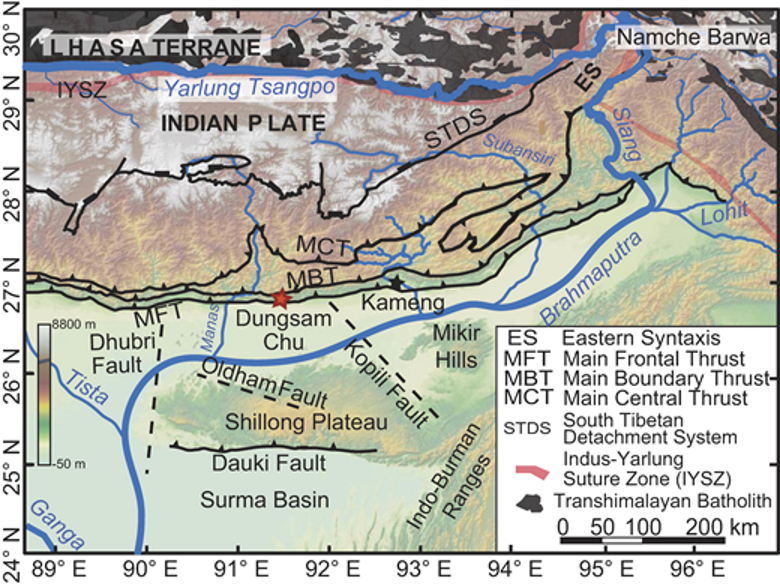
Lage des Shillong-Plateaus